# Dicerura triangularis
Dicerura triangularis är en tvåvingeart som beskrevs av Boris Mamaev 1966. Dicerura triangularis ingår i släktet Dicerura och familjen gallmyggor. Inga underarter finns listade i Catalogue of Life.